# ブライアン・スパイサー
ブライアン・スパイサー（Bryan Spicer, 1964年4月9日 - ）は、アメリカ合衆国のテレビディレクター・プロデューサー。1980年代から60以上のテレビシリーズに係わっている。1995年の『パワーレンジャー・映画版』が映画監督デビュー作。

## 主なフィルモグラフィ

### テレビ

#### 1話のみ
- 『Xファイル』 The X-Files - シーズン6第20話「荒野の三人」 "Three of a Kind" (1999) - 監督
- 『Invasion -インベイジョン-』 Invasion - 第17話 「未来の種」 "The Keyh" (2006) - 監督
- 『BONES』 Bones - シーズン2第04話 「殺人ゲーム」 "The Blonde in the Game" (2006) - 監督
- 『失踪 VANISHED』 Vanished (2006) - 第08話 「悲劇の余波」 "Aftermath" - 監督
- 『CSI:科学捜査班』 CSI: Crime Scene Investigation - シーズン6第20話 「クレイジーストリート」 "Poppin' Tags" (2006) - 監督
- 『HEROES』 Heroes - シーズン4第09話 "Brother's Keeper" (2009) - 監督
- 『FRINGE』 Fringe - シーズン2第03話 "Fracture" (2009) - 監督
- 『バーン・ノーティス 元スパイの逆襲』 Burn Notice - シーズン3第06話 "The Hunter" (2009) - 監督

#### 2話以上
- 『24 -TWENTY FOUR-』 24
  - シーズン1第06-07話 "5:00 a.m. – 7:00 a.m." (2001-2002) - 監督
  - シーズン3第13-14話 "1:00 a.m. – 3:00 a.m." (2004) - 監督
  - シーズン4第15-16話 "9:00 p.m. – 11:00 p.m." (2005) - 監督
  - シーズン4第19-20話 "1:00 a.m. - 3:00 a.m." (2005) - 監督
  - シーズン6第17-18話 "10:00 p.m. – 12:00 p.m." (2007) - 監督
  - シーズン6第21-22話 "2:00 a.m. – 4:00 a.m." (2007) - 監督
- 『Dr.HOUSE』 House
  - シーズン1第07話 「罪と罰」 "Fidelity" (2004) - 監督
  - シーズン1第20話 「マゾヒズム」 "Love Hurts" (2005) - 監督
- 『異常犯罪捜査班S.F.P.D.』 Killer Instinct (2005)
  - 第02話 「ファイブ・イージー・ピーセズ」 "Five Easy Pieces" - 監督
  - 第04話 「兄弟はいずこ」 "O Brother, Where Art Thou" - 監督・スーパーバイジングプロデューサー
  - 第05話 「エジプト人のような死」 "Die Like an Egyptian" - スーパーバイジングプロデューサー
  - 第09話 「ダークヒルのいけにえ」 "Shake, Rattle and Roll" - 監督・スーパーバイジングプロデューサー
  - 第11話 「夢に生きる」 "While You Were Sleeping" - 監督
- 『プリズン・ブレイク』 Prison Break
  - シーズン2第03話 「スキャン」 "Scan" (2006) - 監督
  - シーズン4第06話 「チームプレー」 "Blow Out" (2008) - 監督
- 『キャッスル 〜ミステリー作家は事件がお好き』 Castle
  - シーズン1第05話 「凍り付いた肉体」 "A Chill Goes Through Her Veins" (2009) - 監督
  - シーズン1第08話 「浴槽に沈む謎の死体」 "Ghosts" (2009) - 監督
  - シーズン1第10話 「始まりへの最終章」 "A Death in the Family" (2009) - 監督
  - シーズン2第04話 "Fool Me Once…" (2009) - 監督
  - シーズン2第09話 "Love Me Dead" (2009) - 監督
  - シーズン2第12話 "A Rose for Everafter" (2010) - 監督
  - シーズン2第17話 "Tick, Tick, Tick…" (2010) - 監督
  - シーズン2第20話 "The Late Shaft" (2010) - 監督

### 映画
- 『パワーレンジャー・映画版』 Mighty Morphin Power Rangers The Movie (1995) - 監督
- McHale's Navy (1997) - 監督
- For Richer or Poorer (1997) - 監督